# 大阪市立鯰江中学校
大阪市立鯰江中学校（おおさかしりつ なまずえちゅうがっこう）は、大阪府大阪市城東区今福西にある公立中学校。

## 概要
城東区の中部に位置する。1980年に城東区で6番目の中学校として、大阪市立菫中学校から分離開校した。創立記念日は4月30日。

## 沿革
母体となる大阪市立菫中学校は、1970年代頃には1500人以上を有する過大規模校に位置づけられ、過大規模校解消の必要が生じていた。そのため、1980年に菫中学校から分離する形で大阪市立鯰江中学校が開校した。

### 年表
- 1979年3月22日 - 大阪市立城東第六中学校（仮称）として、現在地に建設工事が始まる。
- 1980年4月1日 - 大阪市立鯰江中学校として開校[2]。

## 通学区域
- 大阪市立鯰江小学校と大阪市立鯰江東小学校の通学区域。

## 交通
- Osaka Metro長堀鶴見緑地線・今里筋線 蒲生四丁目駅 東へ約400m。
- 大阪シティバス 今福西4丁目バス停。